# Meurtre de Hina Saleem
Hina Saleem (née à Gujrat (Pakistan) le 19 décembre 1985 et morte à Zanano di Sarezzo le 11 août 2006 ) est une femme pakistanaise résidant en Italie qui a été victime d'un crime d'honneur à Zanano di Sarezzo, province de Brescia, Italie

## Contexte
Saleem est né à Gujrat, au Pakistan. Son père, Mohammad Saleem émigre en Italie vers 1996 et travaille dans une usine de casseroles. Hina travaille comme serveuse dans une pizzeria. Hina a un petit ami italien, un charpentier, avec qui elle cohabite.
Après l'arrivée de sa famille en Italie, Mohammad exprime son désaccord avec le choix de vie de Hina , se plaignant de son occidentalisation en raison du choix de son petit ami occidental et de son habitude de fumer. Mohammad voulait qu'elle opte pour un mariage arrangé. Les autorités déclarent que la famille a exercé une pression sur Hina pour la forcer à retourner au Pakistan pour se marier.
Peter Popham de The Independent a écrit qu'en ce qui concerne Hina et sa famille, « ses relations avec eux étaient tendues depuis des années. »
Bien que Hina Saleem soit d'origine immigrée et réside dans le nord de l'Italie, les crimes d'honneur étaient déjà un problème pour la population indigène du sud de l'Italie ; les lois italiennes autorisaient auparavant le pardon des crimes pour des raisons d'honneur, mais ces lois ont été abrogées en 1981,. Jusqu'en 1981, le Code pénal prévoyait des circonstances atténuantes pour de tels meurtres : jusqu'en 1981, la loi stipulait : « Art. 587 : Quiconque cause la mort d'une épouse, d'une fille ou d'une sœur en la découvrant en train de s'adonner à des relations charnelles illégitimes et dans l'ardeur de la passion provoquée par l'offense à son honneur ou à celui de sa famille sera condamné à une peine de trois à sept ans de prison. La même peine sera appliquée à quiconque, dans les circonstances ci-dessus, cause la mort de la personne impliquée dans des relations charnelles illégitimes avec son épouse, sa fille ou sa sœur. », Le meurtre de Hina Saleem a remis à l'ordre du jour le problème  des crimes d'honneur en Italie.

## Crime
Mohammad a contacté Hina lui demandant de venir à la maison à Brescia pour rencontrer un cousin en visite. Mahomet a tranché la gorge de Hina vingt-huit fois. Le petit ami de Hina a signalé sa disparition le samedi 19 août 2006 et les carabiniers ont fouillé la maison, trouvant le corps enterré dans le jardin et du sang dans la chambre de Hina,.

## Conséquences
Hina Saleem a été enterré dans la section musulmane du cimetière monumental de Brescia (alias Cimitero Vantiniano) à Brescia. Mohammad a été condamné à une peine de prison de 30 ans. En 2016, la mère de Saleem a déclaré qu'elle a pardonné à son mari et que les articles des médias dépeignent à tort la famille comme étant opposée à la  culture occidentale.
Le 11 août 2007, le Centro di salute internazionale e medicina transculturale (Centre de santé internationale et interculturelle) de Brescia a été dédié à Hina.
En novembre 2007, le père de Hina et deux de ses beaux-frères ont été  reconnus coupables de meurtre et condamnés à 30 ans de prison.
Le  ministre italien de l'Intérieur Giuliano Amato, a déclaré que l'événement l'avait amené à reconsidérer un projet visant à réduire la période d'attente pour l'obtention de la citoyenneté italienne ; il avait précédemment proposé de la réduire de dix à cinq ans.
Popham a écrit que cet événement « a déclenché un débat féroce en Italie sur la manière de gérer le « choc des civilisations ». L'Osservatore Romano a critiqué l'événement.
Marco Ventura et Giommaria Monti ont co-écrit un livre intitulé Hina : questa è la mia vita (« Hina : C'est ma vie »).

## Meurtres d'honneur de personnes d'origine pakistanaise hors du Pakistan
- Shafilea Ahmed (en) (Royaume-Uni)
- Sandeela Kanwal (en) (États-Unis)
- Gazala Khan (da) (Danemark)
- Rukhsana Naz (en) (Royaume-Uni)
- Samaira Nazir (en) (Royaume-Uni)
- Aqsa Parvez (en) (Canada)
- Sadia Sheikh (Belgique)